# Crombec à long bec
Sylvietta rufescens
Espèce
Statut de conservation UICN

 LC  : Préoccupation mineure
Le Crombec à long bec (Sylvietta rufescens) est une espèce d'oiseaux de la famille des Macrosphenidae.

## Répartition
Cette espèce est présente dans une large partie de l'Afrique australe, du centre de la République démocratique du Congo jusque l'Afrique du Sud.

## Sous-espèces
D'après la classification de référence (version 5.1, 2015) du Congrès ornithologique international, cette espèce est constituée des sous-espèces suivantes (ordre phylogénique) :
- Sylvietta rufescens adelphe Grote, 1927 ;
- Sylvietta rufescens flecki Reichenow, 1900 ;
- Sylvietta rufescens ansorgei Hartert, 1907 ;
- Sylvietta rufescens pallida Alexander, 1899 ;
- Sylvietta rufescens resurga Clancey, 1953 ;
- Sylvietta rufescens rufescens (Vieillot, 1817) ;
- Sylvietta rufescens diverga Clancey, 1954.